# Gymnasium Halberstadt
Das Gymnasium Halberstadt ist das einzige Gymnasium der Stadt Halberstadt. Es entstand durch die Fusion der beiden vorherigen Gymnasien Käthe-Kollwitz und dem Martineum zum Schuljahr 2023/2024.
Als Hauptsitz und Sitz der Schulleitung fungiert das „Haus Martineum“, unbefristete Außenstelle ist das „Haus Käthe-Kollwitz“.

## Geschichte

### Käthe-Kollwitz-Gymnasium
1822 wurde die Vorgängerschule des Käthe-Kollwitz-Gymnasiums als Höhere Töchterschule in Halberstadt gegründet. Ihr erster Direktor war Ludwig Jung. 1830 zog die Schule in ihr neues Gebäude in der Dompropstei um. Im Schuljahr 1911/12 wurde das Gymnasium unter dem Namen „Lyzeum“ gegründet und zog in das heutige Gebäude ein. Nachdem es ab 1937 als Oberschule für Mädchen sprachlicher und hauswirtschaftlicher Form profilierte, musste es ab 1944, nach Ausruf des Totalen Kriegs seinen Betrieb einstellen. Noch heute sind Spuren des Zweiten Weltkrieges und der Bombardierung Halberstadts am Gebäude zu sehen.
1948 erfolgte eine Verschmelzung mit der Dom- und Ratsschule sowie der Mädchenvolksschule III. Den Ehrennamen Käthe Kollwitz erhielt die Schule im März 1930. Im Zeitraum von 1956 bis 1977 befand sich in dem Gebäude eine Kinder- und Jugend-Sportschule (mit Abitur) und anschließend eine Polytechnische Oberschule und eine Hilfsschule.
Das Käthe-Kollwitz-Gymnasium  wurde, unter diesem Namen, im Schuljahr 1991/1992 gegründet. Die Schule versteht sich unter der Zielstellung des Club-of-Rome-Netzwerkes. Die Schule hat sich ebenso das Profilfach Wirtschaft gegeben (Anerkennung 1997) und hat die Kriterien für die Schule ohne Rassismus – Schule mit Courage erfüllt.

### Martineum
Das Martineum war eine der ältesten Schulen Deutschlands. Nachdem es im 12./13. Jahrhundert als Klosterschule diente, wurde sie im Jahr 1545 zur ersten städtischen Schule Halberstadts umgewandelt. 1947 wurde im Zuge der Schulreform zum Zusammenschluss des Martineums mit dem Domgymnasium (Stephaneum) vereinigt, die Schule erhielt den Namen Dom- und Ratsschule (DORA). Während der DDR-Zeit wurde die Schule 1964 in „EOS Bertolt Brecht“ umbenannt und diente vorwiegend als Schule für „künftige sozialistische Persönlichkeiten“.
Im August 1991 erhielt die Schule wieder ihren alten Namen Martineum und erfüllte im Laufe der Zeit die Kriterien für eine Schule ohne Rassismus – Schule mit Courage.

### Gymnasium Halberstadt
Im Januar 2023 wurde der Beschluss zur Fusion beider Gymnasien bekannt gegeben. Trotz Protesten und Gegenstimmen setzten Land und Landkreis diesen Beschluss durch und ließen zum August 2023, neben weiteren Gymnasien in Wernigerode und der Lutherstadt Wittenberg, fusionieren. Vorübergehend erhielt das Gymnasium den Namen Gymnasium Halberstadt, welches sich in die Häuser „Käthe-Kollwitz“ und „Martineum“ aufteilt. Im Haus Käthe-Kollwitz werden die Schüler der Klassen 5 bis 8 unterrichtet und im Haus Martineum die Klassen 9 bis 12.
Zum Halbjahr des Schuljahres 2023/2024 zogen auch die 8. Klassen ins Haus Martineum.